# جيورجي بارفانوف
جورجي بارفانوف (بالبلغارية: Георги Първанов) Georgi Purvanov (ولد في 28 يونيو 1957م) هو رئيس بلغاريا منذ 22 يناير عام 2002م.

## روابط خارجية
- جيورجي بارفانوف على موقع الموسوعة البريطانية (الإنجليزية)
- جيورجي بارفانوف على موقع مونزينجر (الألمانية)
- جيورجي بارفانوف على موقع إن إن دي بي (الإنجليزية)